# George William Buchanan

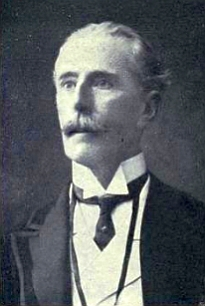
George William Buchanan

Sir George William Buchanan GCB GCMG GCVO PC (* 25. November 1854 in Kopenhagen, Dänemark; † 20. Dezember 1924 in London, Großbritannien) war ein britischer Diplomat. Buchanan war unter anderem von 1910 bis 1917 britischer Botschafter in Sankt Petersburg.

## Leben
George William Buchanan wurde 1854 als vierter Sohn des britischen Diplomaten Sir Andrew Buchanan, 1. Baronet (1807–1882) in der diplomatischen Vertretung des Vereinigten Königreiches in Dänemark geboren.
Nachdem er bis 1910 verschiedene diplomatische Posten, unter anderem 1908 den des britischen Vertreters in Den Haag, wahrgenommen hatte, wurde Buchanan 1910 als britischer Botschafter in Russland nach Sankt Petersburg entsandt. Trotz seiner freundschaftlichen Beziehungen gelang es Buchanan nicht, Zar Nikolaus II. zu einer Reform des autokratischen Staatssystems zu bewegen. Buchanan zufolge war dieser Umstand vor allem dem Einfluss der traditionshörigen und engstirnig reformfeindlichen Zarin und ihrer Hofgesellschaft geschuldet.
Aus Russland infolge der revolutionären Wirren der Jahre 1917/18 nach London zurückgekehrt, beschloss Buchanan seine Laufbahn als britischer Vertreter beim Heiligen Stuhl in Rom (1919–1921) fortzusetzen.
Buchanan starb im Jahre 1924.

## Diplomatische Karriere
Buchanan trat 1876 in den diplomatischen Dienst ein und diente als Zweiter Sekretär in Tokio, Wien und Bern sowie als Sekretär in Rom. Bis 1899 war er Mitglied der venezolanischen Grenzkommission und wurde noch im selben Jahr zum Geschäftsträger in Darmstadt und Karlsruhe ernannt. Ende 1901 ging er nach Berlin, wo er zum Ersten Sekretär der britischen Botschaft ernannt wurde. Von 1903 bis 1908 war er außerordentlicher Gesandter und bevollmächtigter Minister in Bulgarien, und 1909 wurde er zum Gesandten in den Niederlanden und Luxemburg ernannt. Buchanan wurde 1909 als Knight Grand Cross des Royal Victorian Order ausgezeichnet und anschließend zum Mitglied des Privy Council ernannt. Im Jahr 1910 wurde Buchanan zum britischen Botschafter in Russland ernannt. Er hielt sich über die politischen Entwicklungen in Russland auf dem Laufenden und traf sich mit einigen der führenden liberalen Reformer im Lande.
Als Deutschland dem Osmanischen Reich die Dardanellen garantierte, schickte Italien über das britische diplomatische Korps zwei geheime Dokumente von Sir Michael Rodd an Buchanan in St. Petersburg. Sie waren der Beweis, den Russland brauchte, um Italien zu überzeugen, seine serbische Politik auf dem Balkan zu unterstützen. Am 4. März 1915 übergab Guglielmo Imperiali di Francavilla, der italienische Gesandte in London, Sir Edward Grey die Dokumente, die der italienische Außenminister Sidney Sonnino am 16. Februar in Auftrag gegeben hatte. Frankreich maß der Entscheidung Italiens, sich den Alliierten anzuschließen, große Bedeutung bei. Buchanan brachte Sergei Dmitrijewitsch Sasonow an den Verhandlungstisch.
Buchanan hatte eine enge Beziehung zu Zar Nikolaus II. aufgebaut und versuchte, ihn davon zu überzeugen, dass die Gewährung einiger Verfassungsreformen eine Revolution abwenden würde. Buchanan unterstützte die Duma aktiv bei ihren Bemühungen, das russische Ständesystem während des Krieges zu ändern. Zar Nikolaus Meinung über ihn stand unter dem Einfluss der Zarin Alexandra Fjodorowna. Da er wusste, dass ein Staatsstreich geplant war, um ihn abzusetzen, bat Buchanan in den unruhigen ersten Tagen des Jahres 1917 offiziell um eine Audienz beim Zaren. Bei seinem letzten Treffen mit Nikolaus flehte Buchanan ihn in einer undiplomatischen Sprache an: „Ich kann mich nur auf die Tatsache berufen, dass ich immer von meinen Gefühlen der Hingabe für Ihre Majestät und die Kaiserin beseelt war. Wenn ich einen Freund in einer dunklen Nacht durch einen Wald gehen sähe, auf einem Weg, von dem ich wüsste, dass er an einem Abgrund endet, wäre es dann nicht meine Pflicht, ihn vor der Gefahr zu warnen? Und ist es nicht ebenso meine Pflicht, Eure Majestät vor dem Abgrund zu warnen, der vor Euch liegt? Ihr seid an einer Weggabelung angelangt, und Ihr müsst nun zwischen zwei Wegen wählen. Der eine wird Euch zum Sieg und zu einem glorreichen Frieden führen – der andere zu Revolution und Katastrophe. Ich bitte Eure Majestät inständig, den ersteren zu wählen.“
Obwohl der Zar von der Hingabe des Botschafters gerührt war, ließ er zu, dass die Haltung seiner Frau den Rat, den er erhalten hatte, überlagerte. Nach dem Zusammenbruch der Autokratie entwickelte Buchanan enge Beziehungen zur liberalen Provisorischen Regierung, die nach der Februarrevolution gebildet und zunächst von Georgi Jewgenjewitsch Lwow und später von Alexander Fjodorowitsch Kerenski geführt wurde. Gleichzeitig entwickelte Buchanan eine Furcht vor den Gefahren des Bolschewismus und seiner wachsenden Unterstützung. Er befürchtete, dass die russische Provisorische Regierung gestürzt werden würde, und versuchte, vor der Zerbrechlichkeit der Regierung und den Gefahren einer bolschewistischen Revolution zu warnen. Buchanan hatte nach London berichtet: „Sie sind aktiver und besser organisiert als jede andere Gruppe, und bis sie und die Ideen, die sie vertreten, endgültig zerschlagen sind, wird das Land eine Beute von Anarchie und Unordnung bleiben. Wenn die Regierung nicht stark genug ist, die Bolschewiki mit Gewalt niederzuschlagen, auch auf die Gefahr hin, mit dem Sowjet zu brechen, wird die einzige Alternative eine bolschewistische Regierung sein.“ Nach den Ereignissen der Oktoberrevolution und der Machtübernahme durch die Bolschewiki wurde Buchanan jedoch weithin dafür kritisiert, dass er nicht dafür gesorgt hatte, dass der Zar und seine Familie vor ihrer Hinrichtung durch die Bolschewiki in Jekaterinburg 1918 aus Russland evakuiert wurden. Heute weiß man, dass dies nicht Buchanans Schuld war, sondern die des ersten Cousins des Zaren, König Georg V., der revolutionäre Tendenzen in Großbritannien und die Stabilität seines eigenen Throns fürchtete und deshalb die Regierung David Lloyd George überredete, das Angebot, der kaiserlichen Familie Zuflucht zu gewähren, zurückzunehmen.
Buchanan war enttäuscht, dass die von der Provisorischen Regierung angebotene junge Demokratie durch den bolschewistischen Staatsstreich abgewürgt wurde.
Anfang Dezember 1918 erkrankte Buchanan und beschloss zum Wohle seiner Gesundheit, dass es das Beste sei, Russland zu verlassen. Seine Familie verließ St. Petersburg am 26. Dezember 1918 und kehrte am 17. Januar 1919 nach Leith in Schottland zurück. Sein Gesundheitszustand verschlechterte sich bald, so dass er gezwungen war, sich in Cornwall zu erholen.
Nach seiner Genesung war er enttäuscht, dass ihm nach all den Jahren seines Dienstes kein Adelstitel verliehen, sondern nur ein zweijähriger Botschafterposten in Rom angeboten wurde. Er nahm den Posten an und diente von 1919 bis 1921 als Botschafter im Königreich Italien. Während seines Aufenthalts in Italien erkrankte seine Frau an Krebs und starb im April 1921, kurz nachdem die Familie nach England zurückgekehrt war.
Buchanans Autobiografie My Mission to Russia and Other Diplomatic Memories wurde 1923 veröffentlicht. Es wird vermutet, dass er einiges von dem, was er wusste, weglassen musste, um seine Pension nicht zu verlieren. Er starb im Jahr 1924.

## Memoiren
- My Mission to Russia and Other Diplomatic Memories, Cassell, London 1923.
  - Meine Mission in Russland. Übersetzung Else Werkmann. Mit einem Vorwort von Karl Schlögel. Göttingen : L.S.D., 2018. ISBN 978-3-95829-140-9 zuerst 1926